# Oxynoemacheilus eregliensis
Oxynoemacheilus eregliensis är en fiskart som först beskrevs av Banarescu och Nalbant, 1978.  Oxynoemacheilus eregliensis ingår i släktet Oxynoemacheilus och familjen grönlingsfiskar. IUCN kategoriserar arten globalt som akut hotad. Inga underarter finns listade i Catalogue of Life.